# Negyedik ipari forradalom
A negyedik ipari forradalom, 4IR vagy Ipar 4.0, a 21. században a technológia, az iparágak, valamint a társadalmi minták és folyamatok gyors változását jelenti a növekvő összekapcsolhatóság és az intelligens automatizálás miatt. A kifejezést a tudományos szakirodalomban széles körben használják, és 2015-ben Klaus Schwab, a Világgazdasági Fórum alapítója és ügyvezető elnöke népszerűsítette. Schwab azt állítja, hogy a megfigyelhető változások több mint egyszerű hatékonyságjavulás, hanem az ipari kapitalizmusban bekövetkező jelentős változást fejeznek ki.
Az ipari változás ezen szakaszának része az olyan technológiák, mint a mesterséges intelligencia, a génszerkesztés, a fejlett robotika összekapcsolódása, amelyek elmossák a fizikai, a digitális és a biológiai világ közötti határokat.
Mindezek során alapvető változások zajlanak a globális termelési és ellátási hálózat működésében a hagyományos gyártási és ipari gyakorlatok folyamatos automatizálásával, a modern intelligens technológiák, a nagyszabású gép-gép kommunikáció (M2M) és a dolgok internete (IoT) segítségével. Ez az integráció növekvő automatizációt, javuló kommunikációt és önellenőrzést, valamint olyan intelligens gépek használatát eredményezi, amelyek emberi beavatkozás nélkül képesek elemezni és diagnosztizálni a problémákat..
Emellett társadalmi, politikai és gazdasági változást jelent az 1990-es évek végének és a 2000-es évek elejének digitális korszakából a beágyazott összekapcsolhatóság korszakába, amelyet a technológiai használat mindenre kiterjedő és közös használata különböztet meg az egész társadalomban (pl. metaverzum), ami megváltoztatja az emberek tapasztalatait és ismereteit az őket körülvevő világról. Feltételezi, hogy egy kibővített társadalmi valóságot hoztunk létre és lépünk be, szemben a pusztán az emberek természetes érzékszerveivel és ipari képességeivel.